# Campeonato Argentino Juvenil 1987
El Campeonato Argentino Juvenil de 1987 fue la décimo-sexta edición del torneo para seleccionados juveniles de las uniones regionales afiliadas a la Unión Argentina de Rugby. Se llevó a cabo entre el 10 de junio y el 26 de julio de 1987. Por primera vez, la Unión Santiagueña de Rugby fue designada como sede de las fases finales del torneo.
A la final clasificaron el campeón defensor, la Unión de Rugby de Tucumán, y el primer campeón del torneo, la Unión de Rugby de Rosario. El encuentro finalizó 28-28 y se decidió no llevar a cabo un desempate y considerar a ambos equipos como los campeones del torneo.
La Unión de Rugby de Tucumán se convirtió en la primera unión regional en ganar dos Campeonatos Argentinos consecutivos (en mayores o juveniles) y la primera en ganar el Campeonato Argentino de Mayores y el de Juveniles en la misma temporada, hitos sólo logrados por equipos representativos de la UAR hasta aquel entonces.

## Equipos participantes
Participaron de esta edición dieciocho equipos: diecisiete uniones provinciales y la Unión Argentina de Rugby, representada por el seleccionado de Buenos Aires. 
| Equipo              | Unión                                                |
| ------------------- | ---------------------------------------------------- |
| Alto Valle          | Unión de Rugby del Alto Valle de Río Negro y Neuquén |
| Austral             | Unión de Rugby Austral                               |
| Buenos Aires        | Unión Argentina de Rugby                             |
| Chubut              | Unión de Rugby del Valle del Chubut                  |
| Córdoba             | Unión Cordobesa de Rugby                             |
| Cuyo                | Unión de Rugby de Cuyo                               |
| Entre Ríos          | Unión Entrerriana de Rugby                           |
| Jujuy               | Unión Jujeña de Rugby                                |
| Mar del Plata       | Unión de Rugby de Mar del Plata                      |
| Misiones            | Unión de Rugby de Misiones                           |
| Nordeste            | Unión de Rugby del Nordeste                          |
| Rosario             | Unión de Rugby de Rosario                            |
| Salta               | Unión de Rugby de Salta                              |
| San Juan            | Unión Sanjuanina de Rugby                            |
| Santa Fe            | Unión Santafesina de Rugby                           |
| Santiago del Estero | Unión Santiagueña de Rugby                           |
| Sur                 | Unión de Rugby del Sur                               |
| Tucumán             | Unión de Rugby de Tucumán                            |

## Eliminatoria
Se disputó un encuentro eliminatorio para definir la clasificación a la Zona 2.
| 10 de junio | Jujuy | 11 - 33 | Salta | Jujuy, |  |

## Primera fase

### Zona 1
La Unión de Rugby del Sur actuó como sede de la Zona 1.
|  | Semifinales   | Semifinales   | Semifinales   |               |              | Final        | Final      | Final      |  |
|  | 4 de julio    | 4 de julio    | 4 de julio    |               |              | 5 de julio   | 5 de julio | 5 de julio |  |
|  |               |               |               |               |              |              |            |            |  |
|  |               |               |               |               |              |              |            |            |  |
|  | Sur           | Sur           | 3             |               |              |              |            |            |  |
|  | Sur           | Sur           | 3             |               |              |              |            |            |  |
|  | Buenos Aires  | Buenos Aires  | 32            |               |              |              |            |            |  |
|  | Buenos Aires  | Buenos Aires  | 32            |               | Buenos Aires | Buenos Aires | 28         |            |  |
|  |               |               |               |               | Buenos Aires | Buenos Aires | 28         |            |  |
|  |               |               | Mar del Plata | Mar del Plata | 3            |              |            |            |  |
|  | Mar del Plata | Mar del Plata | Mar del Plata | Mar del Plata | 3            | 50           |            |            |  |
|  | Mar del Plata | Mar del Plata |               |               |              | 50           |            |            |  |
|  | Chubut        | Chubut        | 0             |               |              |              |            |            |  |
|  | Chubut        | Chubut        | 0             |               |              |              |            |            |  |
|  |               |               |               |               |              |              |            |            |  |

### Zona 2
La Unión de Rugby de Misiones actuó como sede de la Zona 2.
|  | Semifinales | Semifinales | Semifinales |          |         | Final       | Final       | Final       |  |
|  | 18 de julio | 18 de julio | 18 de julio |          |         | 19 de julio | 19 de julio | 19 de julio |  |
|  |             |             |             |          |         |             |             |             |  |
|  |             |             |             |          |         |             |             |             |  |
|  | Misiones    | Misiones    | 4           |          |         |             |             |             |  |
|  | Misiones    | Misiones    | 4           |          |         |             |             |             |  |
|  | Tucumán     | Tucumán     | 60          |          |         |             |             |             |  |
|  | Tucumán     | Tucumán     | 60          |          | Tucumán | Tucumán     | 87          |             |  |
|  |             |             |             |          | Tucumán | Tucumán     | 87          |             |  |
|  |             |             | Nordeste    | Nordeste | 4       |             |             |             |  |
|  | Nordeste    | Nordeste    | Nordeste    | Nordeste | 4       | 28          |             |             |  |
|  | Nordeste    | Nordeste    |             |          |         | 28          |             |             |  |
|  | Salta       | Salta       | 4           |          |         |             |             |             |  |
|  | Salta       | Salta       | 4           |          |         |             |             |             |  |
|  |             |             |             |          |         |             |             |             |  |

### Zona 3
La Unión Santafesina de Rugby actuó como sede de la Zona 3.
|  | Semifinales | Semifinales | Semifinales |         |         | Final       | Final       | Final       |  |
|  | 11 de julio | 11 de julio | 11 de julio |         |         | 12 de julio | 12 de julio | 12 de julio |  |
|  |             |             |             |         |         |             |             |             |  |
|  |             |             |             |         |         |             |             |             |  |
|  | Santa Fe    | Santa Fe    | 3           |         |         |             |             |             |  |
|  | Santa Fe    | Santa Fe    | 3           |         |         |             |             |             |  |
|  | Córdoba     | Córdoba     | 22          |         |         |             |             |             |  |
|  | Córdoba     | Córdoba     | 22          |         | Córdoba | Córdoba     | 13          |             |  |
|  |             |             |             |         | Córdoba | Córdoba     | 13          |             |  |
|  |             |             | Rosario     | Rosario | 21      |             |             |             |  |
|  | Rosario     | Rosario     | Rosario     | Rosario | 21      | 16          |             |             |  |
|  | Rosario     | Rosario     |             |         |         | 16          |             |             |  |
|  | Entre Ríos  | Entre Ríos  | 3           |         |         |             |             |             |  |
|  | Entre Ríos  | Entre Ríos  | 3           |         |         |             |             |             |  |
|  |             |             |             |         |         |             |             |             |  |

### Zona 4
La Unión de Rugby del Alto Valle de Río Negro y Neuquén actuó como sede de la Zona 4.
|  | Semifinales | Semifinales | Semifinales |          |      | Final       | Final       | Final       |  |
|  | 20 de junio | 20 de junio | 20 de junio |          |      | 21 de junio | 21 de junio | 21 de junio |  |
|  |             |             |             |          |      |             |             |             |  |
|  |             |             |             |          |      |             |             |             |  |
|  | Alto Valle  | Alto Valle  | 9           |          |      |             |             |             |  |
|  | Alto Valle  | Alto Valle  | 9           |          |      |             |             |             |  |
|  | Cuyo        | Cuyo        | 32          |          |      |             |             |             |  |
|  | Cuyo        | Cuyo        | 32          |          | Cuyo | Cuyo        | 25          |             |  |
|  |             |             |             |          | Cuyo | Cuyo        | 25          |             |  |
|  |             |             | San Juan    | San Juan | 7    |             |             |             |  |
|  | San Juan    | San Juan    | San Juan    | San Juan | 7    | 28          |             |             |  |
|  | San Juan    | San Juan    |             |          |      | 28          |             |             |  |
|  | Austral     | Austral     | 4           |          |      |             |             |             |  |
|  | Austral     | Austral     | 4           |          |      |             |             |             |  |
|  |             |             |             |          |      |             |             |             |  |

## Cuarto de final
El encuentro interzonal clasificatorio para las semifinales del torneo enfrentó a los ganadores las zonas 3 y 4, la Unión de Rugby de Rosario y Unión de Rugby de Cuyo.
| 18 de julio | Rosario | 33 - 12 | Cuyo | Rosario, |  |

## Fase final
La Unión Santiagueña de Rugby clasificó directamente a semifinales por ser sede de las fases finales. Se resolvió no desempatar la final, considerando a ambos equipos como campeones.
|  | Semifinales         | Semifinales         | Semifinales |         |         | Final       | Final       | Final       |  |
|  | 25 de julio         | 25 de julio         | 25 de julio |         |         | 26 de julio | 26 de julio | 26 de julio |  |
|  |                     |                     |             |         |         |             |             |             |  |
|  |                     |                     |             |         |         |             |             |             |  |
|  | Santiago del Estero | Santiago del Estero | 15          |         |         |             |             |             |  |
|  | Santiago del Estero | Santiago del Estero | 15          |         |         |             |             |             |  |
|  | Rosario             | Rosario             | 31          |         |         |             |             |             |  |
|  | Rosario             | Rosario             | 31          |         | Rosario | Rosario     | 28          |             |  |
|  |                     |                     |             |         | Rosario | Rosario     | 28          |             |  |
|  |                     |                     | Tucumán     | Tucumán | 28      |             |             |             |  |
|  | Tucumán             | Tucumán             | Tucumán     | Tucumán | 28      | 34          |             |             |  |
|  | Tucumán             | Tucumán             |             |         |         | 34          |             |             |  |
|  | Buenos Aires        | Buenos Aires        | 12          |         |         |             |             |             |  |
|  | Buenos Aires        | Buenos Aires        | 12          |         |         |             |             |             |  |
|  |                     |                     |             |         |         |             |             |             |  |

| Bandera de la Ciudad de Rosario |
| Rosario Campeón                 |
| Segundo título                  |

| Bandera de la Provincia de Tucumán |
| Tucumán Campeón                    |
| Segundo título                     |